# Ulf Gudmarsson (Ulvåsaätten)

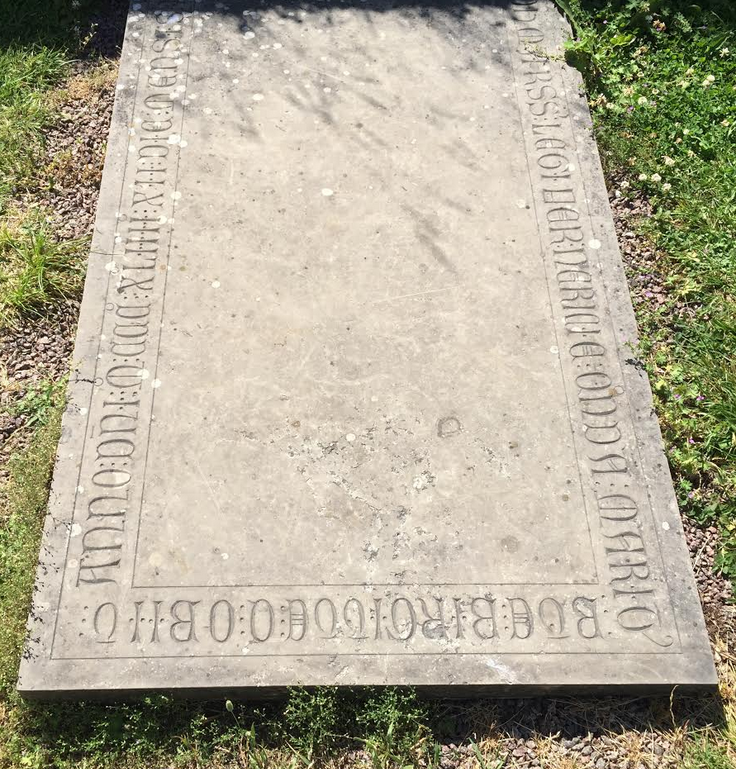
Replica av Ulf Gudmarssons gravhäll. Placerad i Alvastra klosterruin i det kapell som har uppkallats efter honom. Originalet återfinns på Historiska Museet i Stockholm.

Ulf Gudmarsson (Ulvåsaätten), född omkring 1297–1298, död 1344, var en svensk riddare och lagman av Ulvåsaätten, son till riddaren Gudmar Magnusson (Ulvåsaätten) och Margareta Ulfsdotter på Ulvåsa i Ekebyborna socken (Aska härad) i Östergötland.

## Biografi
Ulf Gudmarsson (Ulvåsaätten) född omkring 1297–1298. Han var son till riddaren Gudmar Magnusson (Ulvåsaätten) och Margareta Ulfsdotter på Ulvåsa i Ekebyborna socken (Aska härad) i Östergötland.
1316 ingick den ännu omyndige Ulf Gudmarsson äktenskap med den trettonåriga Birgitta Birgersdotter. Vid samma ceremoni sammanvigdes även deras respektive syskon Magnus och Katarina. Brudarna var döttrar till Upplandslagmannen Birger Petersson och Ingeborg Bengtsdotter. Ulf och Birgitta bosatte sig därefter på ättens stamgods i Ulvåsa.
I början av 1320-talet dubbades Ulf Gudmarsson till riddare. Han omtalas som lagman i Närkes lagsaga 1328–1330 och omnämns 1339 som riksråd. Båda makarna gjorde någon gång i början av 1340-talet sin första pilgrimsresa som gick till Norge och Olof den heliges grav i Nidaros stift. Åren 1341–1343 ägnade de åt en resa till Santiago de Compostela, där Sankt Jakobs reliker påstods finnas. På hemresan blev Ulf Gudmarsson allvarligt sjuk. Birgitta tyckte sig se den helige Dionysius som lovade att maken skulle bli frisk. När de kom tillbaka till Sverige flyttade de till Alvastra kloster. Ulf Gudmarsson dog året därpå och begravdes i klostret.

### Egendom
Ulf Gudmarsson sätesgård var Ulvåsa i Ekebyborna socken. Han ägde bland annat gods i Kåkinds härad och Vartofta härad i Västergötland, Vista härad i Småland och Kinds härad i Östergötland.

## Barn
1. Karl Ulfsson till Ulvåsa, delaktig i upproret mot Magnus Eriksson
2. Märta Ulfsdotter
3. Katarina Ulfsdotter
4. Ingeborg Ulfsdotter
5. Birger Ulfsson
6. Bengt Ulfsson
7. Cecilia Ulfsdotter
8. Gudmar Ulfsson